# 獨裁者的秋天
獨裁者的秋天或族长的秋天（西班牙语：El otoño del patriarca，英譯The Autumn of the Patriarch）是加布里埃尔·加西亚·马尔克斯于1975年创作的小说。
馬奎斯自敘《獨裁者的秋天》為“权力的孤独之诗”。小说劇情隨著一名虛構獨裁者的日常生活推進，該獨裁者形象來自數名實際存在的西班牙語系國家領導人，包括作者家鄉哥伦比亚的前總統皮尼利亞 、西班牙的大元帥弗朗哥和委内瑞拉的前總統比森特·戈麥斯 。可以將小說視為一個普世的寓言，講述一個人掌控大量權力所引發的悲劇。

## 剧情介绍
前三章由一個匿名旁觀者敘述發現＂將軍＂屍體的過程，第三章揭露了他們發現的屍體實際上屬於另外一個人，即Patricio Aragonés，他的尸体被＂將軍＂用來偽造自己的死亡。 
書中用長而連綿的段落與擴寫加長的句式傳達＂將軍＂（獨裁者）的孤獨絕望，並敘述其掌權後的暴行。除此之外，小說還強調了人民對＂將軍＂如對上帝般的敬畏。

## 與現實的聯繫
馬奎斯在小說中諷刺現實世界的獨裁者：他們的家人和親信揮金如土，繼承人被破格授予高軍銜；情報總監對個人令人發毛的準確掌控，成為政治鎮壓的機器。

## 人气
根据西班牙图书研究所（Spanish Book Institute）的調查，《獨裁者的秋天》是 1975年西班牙最畅销的书